# Nylanderia fulva
Nylanderia fulva, é uma formiga originária da América do Sul. Assim como a Paratrechina longicornis, essa espécie é chamada de "formiga louca" por causa de seus movimentos rápidos e imprevisíveis (o parente N. pubens). Às vezes é chamada de "formiga louca Rasberry" no Texas, em homenagem ao exterminador Tom Rasberry, que notou que o número de formigas estava aumentando em 2002. Os cientistas reorganizaram a taxonomia dos gêneros dentro desse clado de formigas, e agora ela é identificada como Nylanderia fulva.

## Descrição
A formiga tem aproximadamente 3 mm (ou cerca de 1/8 de polegada) de comprimento, portanto, é menor do que a formiga de fogo vermelha importada, Solenopsis invicta. É coberto com cerdas marrom-avermelhadas. Suas larvas são roliças e peludas, com uma conformação específica do aparelho bucal e uma morfologia mandibular única que permite a identificação precisa das espécies. As colônias vivem sob pedras ou pilhas; eles não têm ninhos, camas ou montes centralizados. Eles cuidam de pulgões como melada, se alimentam de pequenos insetos e vertebrados e se alimentam de plantas, especialmente de materiais doces. As formigas parecem preferir o calor e a umidade da costa.